# 桟橋通四丁目停留場
桟橋通四丁目停留場（さんばしどおりよんちょうめていりゅうじょう）は、高知県高知市桟橋通四丁目にあるとさでん交通桟橋線の路面電車停留場。

## 歴史
当停留場は1904年（明治37年）、桟橋線（当時は潮江線と称した）の梅の辻 - 桟橋間の開通に合わせて開設された。開業当時は中堤停留場（なかづつみていりゅうじょう）と称し、桟橋通四丁目に改称したのは1938年（昭和13年）のことである。

### 年表
- 1904年（明治37年）5月2日：土佐電気鉄道の中堤停留場として開業[1]。
- 1938年（昭和13年）2月1日：桟橋通四丁目停留場に改称[1]。
- 2014年（平成26年）10月1日：土佐電気鉄道が高知県交通・土佐電ドリームサービスと経営統合し、とさでん交通が発足[3]。とさでん交通の停留場となる。

## 停留場構造
桟橋線の軌道は道路上に敷かれた併用軌道であり、当停留場も道路上にホームが設けられる。ホームは2面あり、南北方向に伸びる2本の線路を挟み込むように置かれている。ただし互いのホームは交差点を挟んで南北方向に離れていて、交差点の北に桟橋方面行きのホーム、南に高知駅方面行きのホームがある。
隣の桟橋車庫前停留場との間に桟橋車庫が設けられ、出庫系統は桟橋通五丁目へ回送で向かう系統を除き当停留場始発で運行される。

## 停留場周辺
- 高知市立自由民権記念館
- 南海科学土佐工場
- 仲田公園
- 高知県高知南警察署
- 高知県道34号桂浜はりまや線
- 「桟橋通四丁目」バス停留所

## 隣の停留場
とさでん交通
桟橋線
桟橋通三丁目停留場 - 桟橋通四丁目停留場 - 桟橋車庫前停留場